# Кайтагский язык
Кайта́гский язык (хайдакьан гъай) — один из малочисленных дагестанских языков даргинской группы, язык кайтагцев. Распространён в Кайтагском районе горного Дагестана.

## Вопросы классификации
Традиционно кайтагский считается одной из диалектных групп «даргинского языка». Структурно довольно сильно отличается от других даргинских языков, образуя одну из четырёх подгрупп в их составе.

## Лингвогеография / современное положение

### Диалекты
Диалекты традиционно объединяются в две группы: верхне- и нижнекайтагскую, различия между которыми довольно значительны.

## Письменность
Надписи на кайтагском в арабской графике известны с конца XV века. В XX веке в качестве литературного языка кайтагцы используют даргинский литературный язык.

### Алфавит
В 2020 году У. Гасановой издан русско-кайтагский разговорник, согласно которому кайтагский алфавит выглядит следующим образом:
| А а   | Б б       | В в   | Г г   | Гъ гъ | Гь гь | ГӀ гӀ | Д д   | Е е   | Ё ё | Ж ж   | З з   |
| И и   | Й й       | К к   | Кк кк | Къ къ | Кь кь | КӀ кӀ | Л л   | М м   | Н н | О о   | П п   |
| Пп пп | ПӀ пӀ     | Р р   | С с   | Т т   | Тт тт | ТӀ тӀ | У у   | Ф ф   | Х х | Хх хх | Хъ хъ |
| Хь хь | Хьхь хьхь | ХӀ хӀ | Ц ц   | Цц цц | ЦӀ цӀ | Ч ч   | Чч чч | ЧӀ чӀ | Ш ш | Шш шш | Щ щ   |
| Ъ ъ   | Ы ы       | Ь ь   | Э э   | Ю ю   | Я я   |       |       |       |     |       |       |

## Лингвистическая характеристика

### Грамматические классы
Категория класса — одна из доминирующих грамматических категорий даргинских языков, в том числе и кайтагского языка, которая пронизывает всю морфологическую и синтаксическую системы. В кайтагском языке в ед. числе различаются 3 грамматических класса, а во мн. числе 2 класса (I и II классы имеют одинаковые показатели, поэтому их объединили в один класс), третий же имеет отдельный показатель (-д)
| Именной класс | Пример существительного | Показатель в ед. ч. | Показатель во мн. ч. | Согласование в ед. ч.               | Согласование во мн. ч.                |
| ------------- | ----------------------- | ------------------- | -------------------- | ----------------------------------- | ------------------------------------- |
| I класс       | атта (отец)             | -в (й)              | -б                   | аттави/ аттацай «отец имеется/есть» | атнаби/ атнацаби «отцы имеются/есть»  |
| II класс      | аба (мать)              | -р                  | -б                   | абари/ абацари «мать имеется/есть»  | абниби/абницаби «матери имеются/есть» |
| III класс     | уц (вол)                | -б                  | -д                   | уцби/уццаби «вол есть/имеется»      | ициди/ ицицади «волы имеются/есть»    |

### Фонетика и фонология
По сравнению с другими даргинскими языками для кайтагского консонантизма характерны спирант /β/, геминированные и лабиализованные согласные. Артикуляция велярных спирантов г’, хь сильно продвинута вперёд и приближена к палатальному ряду.
Система гласных включает четыре основные единицы — /i, e, u, a/ и фарингализованный aI (графически «я»). Характерны долгие гласные, возникшие в результате стяжения двух гласных, прежде всего /ā/.
Имеются чередования, связанные с переходом заднеязычных в некоторых позициях в шипящие аффрикаты.

### Морфология
В падежной системе характерно отсутствие инструменталиса и тематива. Множественное число выражается особыми суффиксами: -умудри, -имдри, -ундри, -ппи, -ди, -би, -ти, -ми, -ни, -и, -ри, -хъалли. Так же ограниченное количество существительных во мн. числе образуются с помощью суффиксально-префиксальным способом: б-арсдехь «изменение» в д-арсдехьхь-и «изменения»; б-ухъ-ала «растение» в д-ухъл-уми «растения».

### Падежи
В кайтагском языке, в отличие от даргинского, не семь, а пять основных падежей
| Падежи    | Суффиксы              | Вопросительные формы | Пример                                              |
| --------- | --------------------- | -------------------- | --------------------------------------------------- |
| Номинатив | -                     | Кто? что?            | ккалкка (дерево)                                    |
| Эргатив   | -ли, -лли, -нни, -ни  | Кто? Что?            | аба-ли (мама), уцци-лли (брат), ккацца-нни (кирка)  |
| Генитив   | -ла, -лла, -нна       | Кого? Чего?          | аба-ла (мамы), уцци-лла (брата), ккацца-нна (кирки) |
| Датив     | -иж, -уж, -ж, -жи, -й | Кому? Чему?          | аба-ж (маме), кьвял-уж(уй) (корове)                 |
| Комитатив | -ццелли, -ццилли      | С кем? Чем?          | аба-ццелли (с мамой), уццил-ццелли (с братом)       |

Личные местоимения первого лица различают формы инклюзива и эксклюзива.

### Прилагательное
Прилагательные образуются с помощью суффикса -кан/-кай (ср. в других даргинских языках: -си, -ци, -це, -зиб, ил/ал). Так же в Кайтагском языке прилагательные могут изменяться по классам (не все) и числам, могут иметь краткую и полную форму. 
Краткие: Основы кратких прилагательных во многих случаях являются общими для различных имён и глаголов. Среди них часто встречаются основы, совпадающие с прямой основой имён существительных: шала «свет», «светлый»; гӏяхӏ «добро», «добрый»; вяхӀи «зло», «злой»
Суффикс -ил (-ел) оформляет качественные прилагательные, образующиеся- от общих именных основ: ччаквел «красивый», «тот, который красив»; хулел «большой».

### Числительные
Имя числительное. В хайдакском диалекте, как и в даргинском языке в целом, счет десятичный. Числительное же «20» имеет свою самостоятельную основу — гьай, литер. гъа — след двадцатеричной системы счета.
Числительное «20» гъайал//гъайил (литер, гъал) образуется посредством суффикса -ал, но в говорах встречаются и вариант гьайип.
Числительные от двух до десяти, двадцать и сто оформлены словообразовательным суффиксом числительных -ал, -ел, как и в других диалектах, за исключением ицаринского и кубачинского. Суффикс -али оформляет сложные числительные, обозначающие круглые десятки, начиная с 30: гӀвцӀали «30», ухцӀапи «40», шуцӀапи «50»,
рекцӀали «60», верцӀали «70», гагьцӀали «80», ирчӀамцӀали «90». Числительные, обозначающие сотни, образуются сложением неоформленных основ числительных, выражающих единицы и сотни: чӀу +дарш «200» (ч/v — косв. основа); гӀяв + дарш «300» (гӀяб —> гӀяв); угъ +
дарш «400»; ту + дарш «500» (шве —> шу); рек + дарш «600»; вер + дарш
«700»; гаъ + дарш «800»; ирчӀам + дарш «900».Кайтагском числительные в результате влияния различных фонетических процессов значительно отличаются от других диалектных форм даргинского языка.
| Язык        | «1» | «2»   | «3»    | «4»   | «5»  | «6»    | «7»     | «8»         | «9»      | «10»   |
| ----------- | --- | ----- | ------ | ----- | ---- | ------ | ------- | ----------- | -------- | ------ |
| Кайтагский  | ца  | чӀвел | гӀябал | угъал | швел | реккал | верал   | гаъал/гаъан | ирчӀамал | вецӀал |
| Даргинский  | ца  | кӀел  | хӀябал | авал  | шел  | урегал | верхӀел | гехӀел      | урчӀемал | вецӀал |
| Кубачинский | са  | кӀве  | гӀяб   | агъв  | хьу  | ек     | ве      | кка         | гӀучӀум  | вицӀ   |
| Ицаринский  | ца  | кӀви  | гӀяб   | авгъ  | хъу  | ирекк  | вер     | ккā         | ирчӀем   | вецӀ   |

Глагольная система общедаргинская, хотя внешне многие форманты заметно отличаются.

### Лексика
В лексике присутствуют кумыкские и арабские заимствования, как и во всех дагестанских языках.